# إري هوزمي
إري هوزمي (باليابانية: 穂積絵莉) مواليد 17 فبراير 1994 في كاناغاوا، اليابان، هي لاعبة كرة مضرب يابانية تلعب باليد اليمنى وتحتل حالياً المرتبة 210 (8 فبراير 2016) في تصنيف رابطة محترفات كرة المضرب. أعلى تصنيف لها في الفردي كان 144. أعلى تصنيف لها في الزوجي كان 83.

## النهائيات

### الفردي: 8 (3–5)
| الحصيلة | الرقم | التاريخ        | الدورة             | الأرضية | المنافس        | النتيجة            |
| ------- | ----- | -------------- | ------------------ | ------- | -------------- | ------------------ |
| الفوز   | 1.    | 26 مايو 2013   | كارويزاوا، اليابان | عشبية   | جونري ناميجاتا | 7–6 6–3            |
| الوصافة | 2.    | 8 سبتمبر 2013  | نوتو، اليابان      | عشبية   | دوروتجا اريك   | 0–6 3–6            |
| الوصافة | 3.    | 27 أكتوبر 2013 | هاماماتسو، اليابان | عشبية   | شاكو أوياما    | 6–7 6–1            |
| الوصافة | 4.    | 19 مايو 2014   | كورومي، اليابان    | عشبية   | وانغ كيانغ     | 3–6 1–6            |
| الفوز   | 5.    | 9 نوفمبر 2014  | بنديجو، أستراليا   | صلبة    | ريسا أوزاكي    | 7–6(7–5) 5–7 6–2   |
| الوصافة | 6.    | 17 مايو 2015   | كورومي، اليابان    | عشبية   | ناو هيبينو     | 3–6, 1–6           |
| الوصافة | 7.    | 2 نوفمبر 2015  | كانبرا، أستراليا   | صلبة    | آسيا محمد      | 4–6, 3–6           |
| الفوز   | 8.    | 20 مارس 2016   | كانبرا، أستراليا   | ترابية  | دستاني أيافا   | 6–3, 3–6, 7–6(7–3) |

## روابط خارجية
- إري هوزمي على موقع رابطة محترفات التنس (الإنجليزية)
- إري هوزمي على موقع الاتحاد الدولي لكرة المضرب (الإنجليزية)
- إري هوزمي على موقع كأس بيلي جين كينغ (الإنجليزية)
- إري هوزمي على موقع بطولة ويمبلدون (الإنجليزية)
- إري هوزمي على موقع خلاصة التنس.كوم (الإنجليزية)
- إري هوزمي على موقع إي إس بي إن.كوم (الإنجليزية)
- إري هوزمي على موقع اللجنة الأولمبية الدولية (الإنجليزية)
- إري هوزمي على موقع أوليمبيديا (الإنجليزية)